# Yogi Berra
Lawrence Peter „Yogi“ Berra (* 12. Mai 1925 in St. Louis, Missouri; † 22. September 2015 in Montclair, New Jersey) war ein US-amerikanischer Baseballspieler und -manager. Er wurde u. a. durch seine humoristischen und teilweise provokativen Zitate, die sogenannten „Yogiisms“, berühmt.
Von 1946 bis 1965 spielte er professionell Baseball in den Major Leagues, die meiste Zeit bei den New York Yankees. Er begann als Catcher und gilt auch heute noch als einer der offensivstärksten Spieler aller Zeiten auf dieser Position. Gegen Ende seiner Karriere spielte er vorzugsweise im Outfield. Insgesamt stand er 2.120 Mal auf dem Feld und schlug 358 Home Runs. Kein anderer Spieler hat die World Series so oft erreicht (14-mal) und gewonnen (10-mal) wie Berra. Er stellte eine Vielzahl von Rekorden auf, von denen einige immer noch bestehen; er ist einer der vier Spieler, die dreimal Most Valuable Player (wertvollster Spieler) der American League waren, und als Manager gelang es ihm sowohl ein National- als auch ein American-League-Team zur World Series zu führen, was außer ihm nur fünf weiteren Managern gelang. Berra ist Mitglied in der Baseball Hall of Fame, in die nur die besten Spieler aller Zeiten gewählt werden. Es wird vermutet, dass die bekannte Zeichentrickfigur Yogi Bär nach ihm benannt wurde; das wurde allerdings offiziell niemals bestätigt. Yogi Berra lebte zuletzt in Montclair, New Jersey, wo er im September 2015 im Alter von 90 Jahren starb.

## Frühe Jahre
Yogi Berra wurde 1925 im vorwiegend italo-amerikanischen Viertel „The Hill“ in Saint Louis geboren. Sein ursprünglicher Spitzname war „Lawdie“, ein Diminutiv von „Lawrence“; den Spitznamen „Yogi“ erhielt er von einem Freund: Berra erinnerte ihn an einen hinduistischen Yogi, da er oft im Schneidersitz mit verschränkten Armen am Spielfeldrand saß, wenn er darauf wartete, wieder an den Schlag zu kommen. Er spielte Baseball in der Amateur-Liga der „American Legion Baseball“, wo er die Grundlagen als Catcher erlernte. Nachdem er ein Angebot der St. Louis Cardinals ausgeschlagen hatte, unterschrieb er 1942 seinen ersten Profivertrag bei den New York Yankees.
1943 trat Berra mit 18 Jahren in die U.S. Navy ein. Während des Zweiten Weltkriegs war Berra am D-Day am Omaha Beach am Sturm auf die Normandie beteiligt, diente in Nordafrika und Italien und wurde schließlich in die Vereinigten Staaten zurückversetzt.

## Spielerkarriere

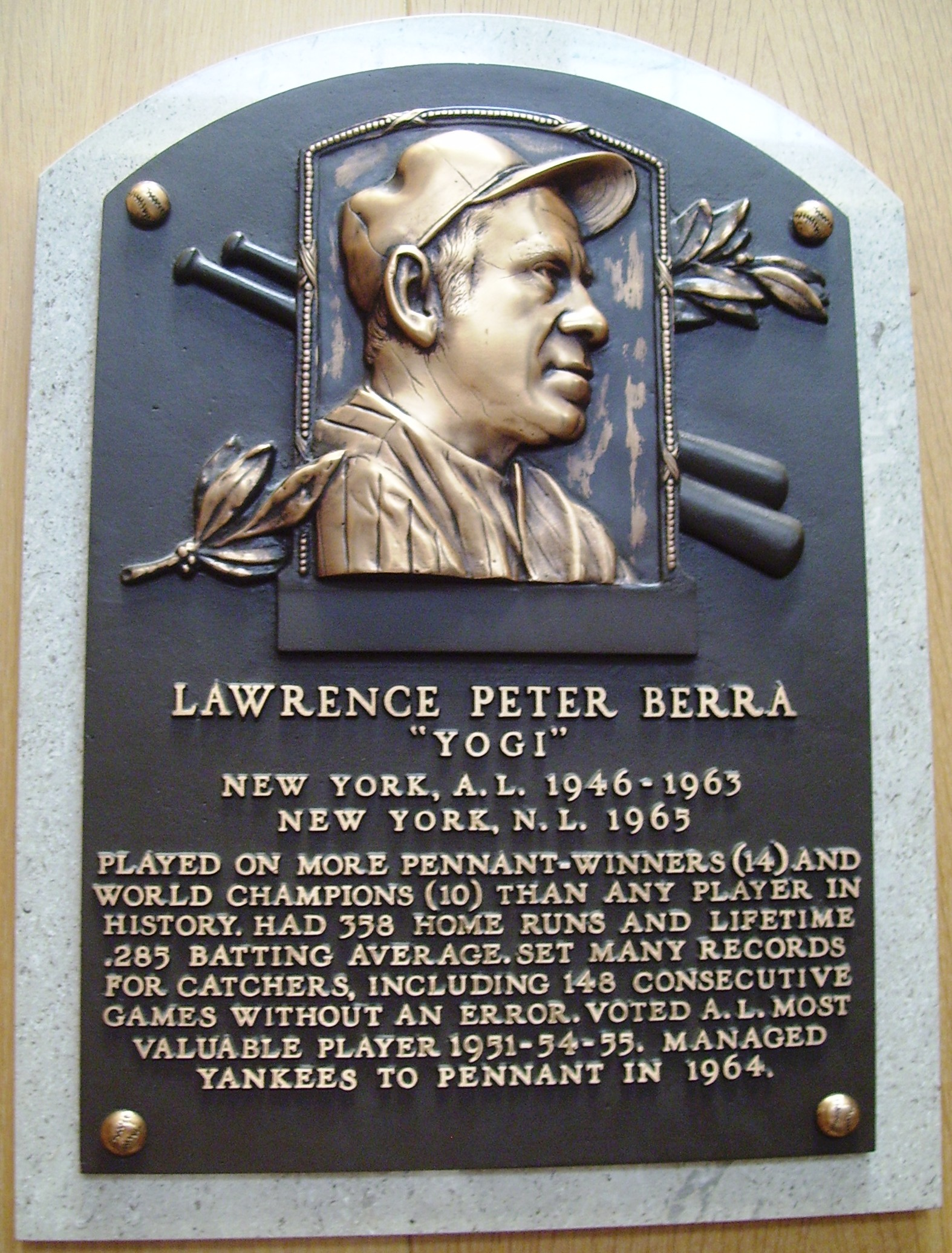
Yogi Berra in der Baseball Hall of Fame

Nach dem Krieg kehrte er zum Baseball zurück. Er spielte für das Team aus New London, Connecticut. 1946 wurde er in die Minor Leagues zu den Newark Bears versetzt, die damals ebenfalls zu den New York Yankees gehörten. Im selben Jahr wurde er für sieben Spiele ins Major-League-Team der Yankees berufen, in der darauffolgenden Saison spielte er in 86 Major-League-Spielen und in folgenden 14 Saisons jeweils immer in mehr als 100 Spielen. In seiner 19-jährigen Karriere bei den Yankees dominierten die „Bronx Bombers“ (ein Spitzname der Yankees) die Major League. Sie erreichten 14 Mal die World Series und gewannen diese zehn Mal, was beides keinem anderen Team gelang. Berra selbst war 15-maliger Teilnehmer am All-Star-Game und wurde dreimal Most Valuable Player (1951, 1954 und 1955). Er war der Catcher während Don Larsens Perfect Game (es kam also kein gegnerischer Runner auf die erste Base) in der World Series 1956, einem von nur drei No-Hitter, die bisher in einem Play-off-Spiel geworfen wurden.
Yogi war bekannt als Wild Swinger, d. h., er versuchte, nach fast jedem Ball zu schlagen. Dennoch produzierte er wenige Strikeouts. 1950 kam er beispielsweise 597 mal an den Schlag und hatte 12 Strike-Outs. Als Catcher versuchte er meistens, den gegnerischen Schlagmann abzulenken, indem er mit ihm redete. Zu Hank Aaron soll er während eines Spiels der 1958er World Series gemeint haben, er solle den Schläger so halten, dass der Aufkleber nach oben zeigt, woraufhin Aaron gesagt haben soll: „Yogi, I came up here to hit, not to read.“ („Yogi, ich bin hierhergekommen um zu schlagen, nicht um zu lesen.“)
1946 trug er bei den Yankees die Trikotnummer 38, im folgenden Jahr wechselte er zu 35, bis er 1948 zur 8 wechselte, die ihn bis an sein Karriereende begleiten sollte (im Baseball tragen auch die Trainer Trikots mit Nummern) und die 1972 zu seinen Ehren von den Yankees pensioniert wurde, es wird also nie wieder ein Yankee mit dieser Nummer spielen. Am 22. August 1988 wurde er im Monument Park im Yankee Stadium mit einer Plakette geehrt, die ihn „einen legendären Yankee“ nennt und einen seiner berühmtesten Sprüche zitiert: "It ain’t over till it’s over" (wörtlich: „Es ist nicht vorbei, bis es vorbei ist“, vielleicht am ehesten zu übersetzen mit Sepp Herbergers Ausspruch „Ein Spiel dauert 90 Minuten“). 1972 wurde Berra in die Baseball Hall of Fame gewählt.

### Karrierestatistik
| G     | AB    | H     | 2B  | 3B | HR  | R     | RBI   | BB  | IBB | SO  | SH | SF | HBP | AVG  | OBP  | SLG  |
| ----- | ----- | ----- | --- | -- | --- | ----- | ----- | --- | --- | --- | -- | -- | --- | ---- | ---- | ---- |
| 2.120 | 7.555 | 2.150 | 321 | 49 | 358 | 1.175 | 1.430 | 704 | 49  | 414 | 9  | 44 | 52  | .285 | .348 | .482 |

Erklärung (Siehe auch Baseballstatistik): G = Games (Spiele); AB = At Bats (Am Schlag, ohne BB, HBP, SH, SF); H = Hits (1. Base erreicht ohne Error oder Fielder’s Choice); 2B = Double (Hit, bei dem die 2. Base erreicht wurde); 3B = Triple (Hit, bei dem die 3. Base erreicht wurde); HR = Home Run (Hit, bei dem die Home Plate erreicht wurde); R = Run (Punkt erzielt); RBI = Runs Batted In (Anzahl der Runner die Punkt erzielten aufgrund des Batters); BB = Base on Balls (Walk, unbehindertes Vorrücken auf erste Base); IBB = Intentional Base on Balls (absichtlicher Walk); SO = Strike Out (3 Strikes); SH = Sacrifice Hit (Batter out, aber anderer Runner weiter); SF = Sacrifice Fly (Batter out, aber anderer Runner erzielt Punkt); HBP = Hit By Pitch (vom Ball getroffen, erste Base geschenkt); AVG = Batting Average (Schlagdurchschnitt, Hits geteilt durch At Bats); OBP = On Base Percentage (Erreichte 1. Bases geteilt durch At Bats); SLG = Slugging Percentage (gewichtete Gesamtbases geteilt durch At Bats).

## Zeit als Trainer
1964 übernahm Yogi Berra das Amt des Managers der New York Yankees und gewann in diesem Jahr auch die Ligameisterschaft (American League Pennant), wurde jedoch entlassen, nachdem man die World Series in sieben Spielen gegen die St. Louis Cardinals verlor. 1965 wechselte er zu den Lokalrivalen der Yankees, den New York Mets. Dort war er bis 1972 Trainer, anschließend bis 1975 Manager. 1973 gewann er mit den Mets ebenfalls die Ligameisterschaft (National League Pennant). 1976 wechselte er zurück zu den Yankees. Bis 1983 war er als Trainer tätig, 1984–1985 wiederum Manager. 1986 verließ Berra New York, um bei den Houston Astros Trainer zu werden, was er bis an sein Karriereende 1992 war.

## Nach der Baseballkarriere
Nach seinem Karriereende veröffentlichte Yogi Berra mehrere Bücher und war in einigen Werbespots zu sehen, in denen er seine berühmten Yogiisms einsetzte. Beim MLB All-Star Game 2008 warf er zusammen mit Whitey Ford, Rich Gossage und Reggie Jackson den zeremoniellen ersten Pitch. 2015 bekam Berra posthum die Presidential Medal of Freedom verliehen.

## Yogiisms
Yogi Berra ist neben seiner herausragenden Baseballkarriere hauptsächlich für seine humoristischen Zitate, teilweise unabsichtliche Malapropismen, bekannt. Viele Yogiisms sind Oxymora, also sich scheinbar widersprechende Aussagen. Berra hat über die Jahre so viele berühmte Zitate produziert, dass sogar Aussprüche anderer Personen, die denen Berras ähnlich sind, Yogiisms genannt werden.
Beispiele:
- It ain’t over till it’s over. („Es ist nicht vorbei, bis es vorbei ist.“)
 Der wohl bekannteste Yogiism, wenn auch nicht wörtlich so von Yogi Berra geäußert.[2]
- I want to thank you for making this day necessary. („Ich möchte mich bei Ihnen bedanken, dass Sie diesen Tag notwendig gemacht haben.“)
 1947 von Berra in St. Louis anlässlich des „Yogi Berra Tags“, eigentlich wollte er möglich statt notwendig sagen.
- It’s like déjà vu all over again. („Es ist schon wieder wie ein Déjà-vu.“)
- I didn’t really say everything I said. („Ich habe nicht alles wirklich gesagt, was ich gesagt habe.“)
- Nobody goes there anymore. It’s too crowded. („Da geht schon lange keiner mehr hin, dort ist es zu voll.“)
 bezieht sich auf ein Restaurant in St. Louis, für das Yogi als Kellner gearbeitet hatte und das so bekannt wurde, dass man dort keinen Tisch mehr bekommen hat.